# Bürdenbach
Bürdenbach là một xã thuộc huyện Altenkirchen, bang Rheinland-Pfalz, phía tây nước Đức. Xã Bürdenbach có diện tích 2,81 km², dân số thời điểm ngày 31 tháng 12 năm 2006 là 532 người.